# 1535 год в науке
В 1535 году произошли различные научные и технологические события, некоторые из которых представлены ниже.

## События

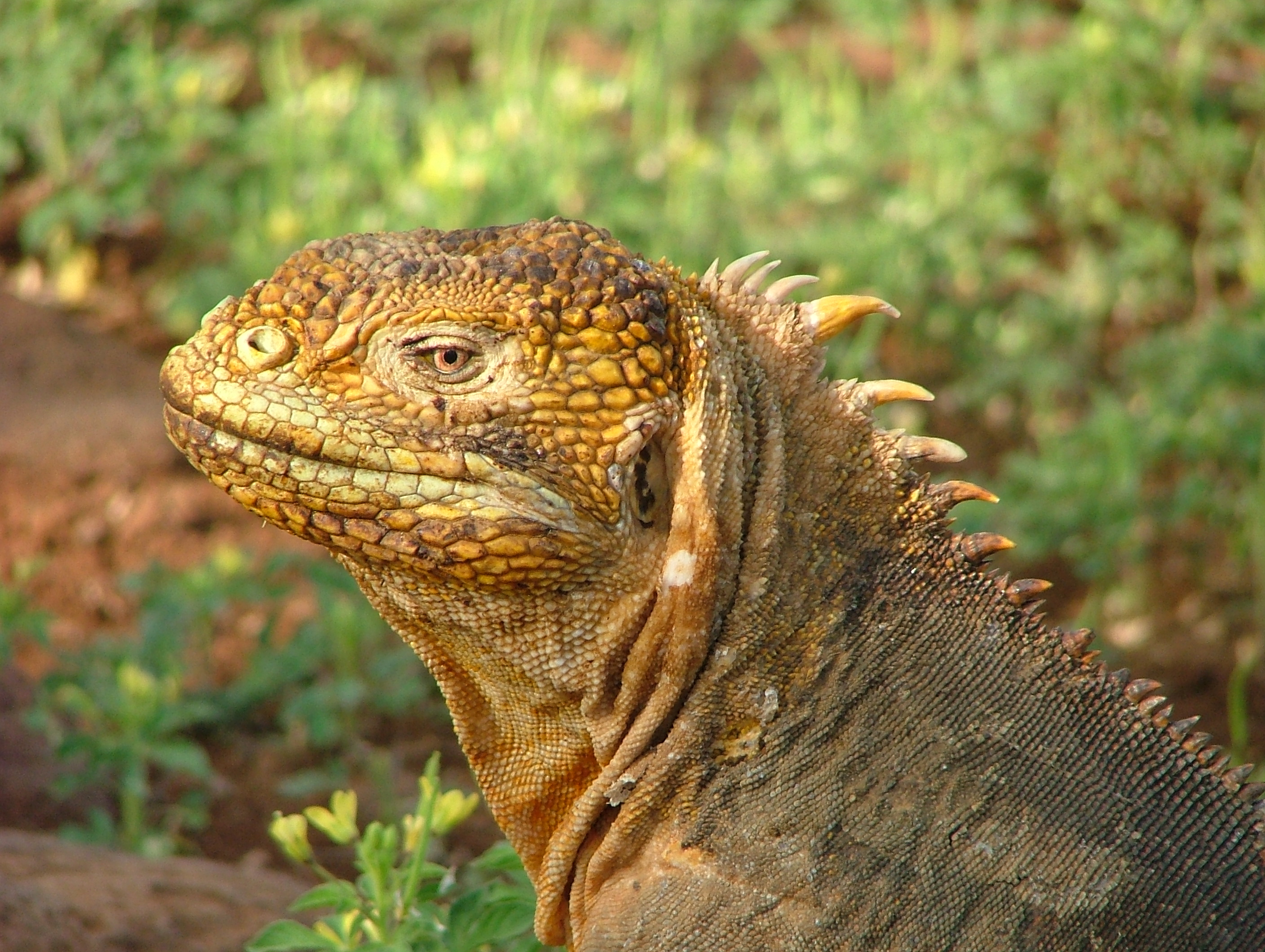
Игуана, главное украшение Галапагосских островов

- 13 февраля — итальянский математик Никколо Тарталья, независимо от Сципиона дель Ферро, открыл общий метод решения кубического уравнения.
- 10 марта — Томас де Берланга, сбившись с пути к Перу, открыл Галапагосские острова[1].
- 20 марта — В  Великом княжестве Московском Еленой Глинской была проведена денежная реформа и введена единая монетная система.
- Леонарт Фукс основал «сад лекарственных трав» в Тюбингене, старейший ботанический сад в Германии.

## Публикации
- Джироламо Фракасторо: «Homocentricorum sive de Stellis, de Causis Criticorum Dierum».

## Родились
См. также: Категория:Родившиеся в 1535 году
- 28 февраля — Корнелиус Гемма, фламандский врач и астроном (умер в 1578 году).
- 21 июня — Леонард Раувольф, немецкий врач и ботаник (умер в 1596 году).
- 24 июня —  Иоганн Клай, Клай Старший, Клаюс (нем. Johannes Clajus), немецкий филолог (умер 11 апреля 1592 года).
- 6 сентября — Эмануэл ван Метерен, фламандский историк (умер 18 апреля 1612).
- 1 ноября — Джамбаттиста Делла Порта, итальянский врач, философ, алхимик и драматург (умер в 1615 году).

## Скончались
См. также: Категория:Умершие в 1535 году
- 18 февраля — Агриппа Неттесгеймский, немецкий алхимик (род. около 1486 года).
- 26 марта — Георг Таннштеттер, австрийский врач и географ (род. в 1482 году).